# Крисанов, Андрей Валерьевич
Андрей Валерьевич Крисанов (30 июня 1966, Новороссийск — 7 августа 2018, Санкт-Петербург) — советский и российский художник, музыкант и актёр.

## Биография
Андрей Кирсанов родился 30 июня 1966 года в Новороссийске.
В течение 4 лет учился в детской музыкальной школе по классу ударных в Новороссийске.
В 1983 году переехал в Ленинград. В середине 1980-х годов вступил в группу «Новые Художники», созданную Тимуром Новиковым.
В галерее «Асса» на улице Воинова начинался творческий путь молодого художника. Устроиться на работу помог Тимур Новиков, составив протекцию в теплоцентр Русского музея. Появилась возможность посещения музеев в любое время. Там окончательно сформировался вкус художника. «Квадратноголовыми персонажами» были очарованы многие художники — Т. Новиков, С. Бугаев, О. Котельников, В. Цой, А. Хлобыстин, Г. Гурьянов и др. В памяти многих это как бы визитная карточка Крисанова 1980-х годов. Знакомство с группой «Кино» привело к тому, что Крисанов выменял несколько картин на бас-гитару и стал музыкантом. С 1986 года Андрей не только делал декорации для «Кино» и «Поп механики», но и выступал на концертах как гитарист. Крисанов-художник был оценен не только коллегами и зрителями, но и некоторыми критиками и коллекционерами. В 1986 году наряду с другими ленинградскими художниками и музыкантами получил в подарок от Энди Уорхола банку томатного супа «Кэмпбелл» с автографом.
Одним из первых Крисанов стал членом «Клуба друзей В. В. Маяковского».
Входил в так называемую «Новороссийскую группу» с Сергеем Бугаевым, Иналом Савченковым и С. Еньковым.
В конце 1980-х годов известный собиратель современного искусства Фредерик Вейсман купил несколько работ молодого художника и показал их в известных музеях в США. В начале 1990-х годов Крисанов уехал в Швейцарию. В 1991 году в Лозанне состоялась его первая персональная выставка, которая вызвала отклик в прессе и удачно продалась. С 1994 года он жил и работал в Петербурге и время от времени делал выставки.
21 июня 2012 года к 50-летию со дня рождения Виктора Цоя был представлен проект «Симфоническое Кино» с участием Юрия Каспаряна, исполняющий симфонические инструментальные версии песен группы «Кино». В 2017 году был издан дебютный концертный альбом проекта «СимфониК», представляющий собой запись выступления 2015 года в БКЗ «Октябрьский» г. Санкт-Петербурга. Дизайн обложки альбома успел создать Андрей Крисанов.
Являлся художником галереи Ultramarine Art Gallery.
Умер 7 августа 2018 года от рака.

## Живопись
По сюжету работы Андрея Крисанова довольно просты. Местами напоминают комиксы. Используемые темы нередко бытовые, например «поиск ключей», «игра в пинг-понг» и т. д. Исполнение тем не менее имеет объемный философский подтекст. Цвета лаконичны и немудрены.
Андрей Крисанов оформил для группы «Кино» обложку альбома «Группа крови» (1988 г.)

А.Дамер: Кто автор оригинальной идеи обложки «Группы крови»?
Георгий Гурьянов: Андрей Крисанов. Был у нас такой молодой человек в компании. Он учился играть на бас-гитаре, но у него не было никаких способностей к этому. Он талантливый художник, на мой взгляд. Мне нравятся все его идеи, работы. Мы все были тогда очень впечатлены фильмами Фрица Ланга. Помните серию фильмов о докторе Мабузе. Малевич нарисовал плакат к фильму «Доктор Мабузе». Оттуда мы и взяли идею. Только вместо Доктор Мабузе написали «Группа крови» и «Кино».
— из интервью с Г.Гурьяновым
После возвращения в Санкт-Петербург в 1990-х годах стиль художника не претерпел больших изменений. В его работах можно угадать различные пристрастия — это и русский лубок, и Ларионов с Гончаровой, Малевич и Матисс, Херинг и Комба, Этруски и древний Египет.
Кроме того, оформлял обложки к другим музыкальным альбомам, в частности альбом Алексея Вишни «Сон моряка» (1994 год).
В 2018 году вышел альбом «Симфоническое Кино — СимфониК», оформление которого принадлежит авторству Андрея Крисанова.
Избранные работы (живопись)
- «И ко мне пришли вестники» (акрил/холст);
- «В ожидании зова Сирен» (дерево/акрил/масло, 95х48, 2005);
- «Эх, яблочко!» (холст/акрил, 90х70, 2007);
- «Летит» (холст/акрил);
- «Цветы» (холст/акрил, 50х60);
- «Первым делом самолёты» (холст/акрил, 60х80)

## Музыка
Являлся сессионным музыкантом группы «Кино» (вторая половина 1980-х годов), где играл на бас-гитаре. Его участие в музыкальной деятельности группы ограничивалось выступлениями на концертах и участием в съемках клипов группы ("Видели ночь", «Фильмы»), а также в кинофильмах.
Входил в состав рок-секции ансамбля Сергея Курёхина «Поп-механика», с которым снимался в телепередаче «Музыкальный ринг» в 1987 году.
Во время отъезда Виктора Цоя на съёмки фильма «Игла» (1988), в 1987 музыканты группы «Кино» Георгий Гурьянов, Юрий Каспарян и Андрей Крисанов совместно с дуэтом «Новые композиторы» записывают сайд-проект — инструментальный альбом Start, изданный лишь в 2015 году.

## Кино
В 1980-х годах снялся в ряде художественных фильмов, таких как «АССА» (режиссёр Сергей Соловьев, 1988), «Рок» (режиссёр Алексей Учитель, 1987), где сыграл самого себя.

## Избранные выставки
- 2018 — Выставка в Русском музее, Санкт-Петербург[20].
- 2018 — «Новые романтики». Порт Севкабель, Санкт-Петербург.
- 2014 — «Мое произведение искусства — я сам» (посвящение Георгию Гурьянову). Музей Новой Академии Изящных Искусств, Санкт-Петербург.
- 2013 — «АССА: последнее поколение ленинградского авангарда». Музей Российской Академии художеств, Санкт-Петербург.
- 2013 — «Музыка ветра» (совместная с И.Рятовым). Ultramarine Art Gallery, Санкт-Петербург.
- 2012 — «Горячий холод». Лофт-проект «Этажи», Санкт-Петербург.
- 2012 — «Новые идут!». ММОМА, Москва.
- 2012 — «Включить/выключить» (совместная с И.Сотниковым и В.Гуцевичем). Ultramarine Art Gallery, Санкт-Петербург.
- 2011 — «Новые художники. 1982—1987». Паноптикум INUTERO, Москва.
- 2010 — «Удар кисти». Мраморный дворец, Санкт-Петербург.
- 2007—2008 — «The archive of perestroika art». Museum of Contemporary Art Kiasma, Helsinki, Finland.
- 2006 — «Последние романтики Советского Союза». «Зверевский Центр современного искусства», Москва.
- 1997 — «Страсти по Сергею». Дом кино, Москва.
- 1997 — «Страсти по Сергею». Петропавловская крепость, Санкт Петербург.
- 1993 — «Etat des Lieux». Espas Flon Gallery, Lausanne, Swiss.
- 1991 — «A.Krissanov». Espas Flon Gallery, Lausanne, Swiss.
- 1991 — «Leningrad-Moscow-Tbilissi». Nouvea theatre d’Angers, France.
- 1989 — «The University of Wyoming». Art Museum, Laramie, USA.
- 1988 — «De Nya Fran Leningrad». Kultur Huset, Stockholm, Sweden.
- 1988 — «Contemporary Soviet Art». Keith Green Gallery, New York, USA.
- 1988 — «Red Wave». The Stock Exchange, Los Angeles, USA
- 1988 — «DA DA Maykovsky». Dionysus Gallery, Rotterdam, Holland.
- 1988 — «7 independent Artists from Leningrad». Young Unknowns Gallery, London, England.
- 1988 — «Red wave». Jerry Solomon Gallery, Los Angeles, USA.
- 1987 — «Новые художники» на премьере фильма «Асса», ЛДМ, Ленинград.
- 1986 — «Новые художники» на празднике города. Петропавловская крепость, Ленинград.
- 1985 — «С Новым годом!». Ленинградский рок-клуб, Ленинград.

## Фильмография
1. 1985 — «Товарищи: Все это джаз (Comrades: All that jazz)» (документальный, телеканал BBC). Режиссёр Роджер Миллс. Великобритания
2. 1987 — «Рок». Режиссёр Алексей Учитель
3. 1987 — «Асса». Режиссёр Сергей Соловьёв
4. 1992 — «Последний герой» (документальный). Режиссёр Алексей Учитель
5. 1992 — «Прощайте, товарищи (Goodbye Comrades)» (документальный). Режиссёр Андрей Некрасов. Великобритания.
6. 1996 — «Солнечные дни» (документальный). Режиссёры Джоанна Стингрей, Александр Липницкий
7. 2008 — «Еловая субмарина: Виктор Цой. Дети минут» (документальный). Режиссёр Александр Липницкий
8. 2009 — «Последний герой: Двадцать лет спустя» (документальный). Режиссёр Алексей Учитель